# Manchester, parte 1 (The West Wing)
Manchester - Parte I  es el primer capítulo de la tercera temporada de la serie dramática El Ala Oeste.

## Argumento
Sorprendiendo a todos, el Presidente anuncia su candidatura a la reelección, enfureciendo a su mujer a quien le había dicho que no lo haría. Mientras ordena la evacuación del presidente de Haití y al resto de miembros de la embajada. Pero durante la misión varios militares son heridos y se plantea la posibilidad de invadir el país caribeño, aún a riesgo de parecer que se quiere desviar la atención de la noticia del año: la Esclerosis múltiple del Presidente. 
Durante las semanas siguientes, el equipo de la Casa Blanca se verá sometido a una presión aún mayor de la normal. Josh se plantea hacer un ataque a los congresistas para lograr fondos contra las tabacaleras. Joey se encarga de hacer una nueva encuesta, donde más de la mitad de los americanos consideran al Presidente inhabilitado para ejercer el cargo. La más afectada es C.J. que comete un grave error durante una conferencia de prensa: explica que para el presidente sería un alivio invadir Haití para focalizar la atención informativa en ese problema y no en su enfermedad.
En otra parte del episodio se ve al equipo de la Casa Blanca tomando unas bebidas en un local de New Hampshire. Entre ellos Charlie quién recuerda como el Consejero Jurídico Oliver Babish le recomienda que se busque un abogado, algo que le costará 100 mil dólares. Hay una lucha de egos, como el que se produce entre Bruno Gianelli, Consejero Político, y Leo McGarry, sobre la necesidad de disculparse por ocultar la enfermedad del Presidente; así como entre Douglas Wegland, que lucha por modificar los discursos enfrentándose a Sam y especialmente con Toby.

## Enlaces
- Enlace al Imdb
- Guía del Episodio (en Inglés)

- Datos: Q6747478